# 윌리엄스법
윌리엄스법(Williams Act)는 주식공개매수를 규제하는 미국의 법률로 1968년 제정되었다. 공개매수를 하는 쪽은 매수자금의 출처와 매수당하는 회사의 주주가 얻을 이익등을 공개할 것을 요구한다. 개정법안의 제안자인 해리슨 A. 윌리엄스 의원의 이름을 따랐다.

## 같이 보기
- 뉴욕 증권거래소
- 증권거래소